# SNUSP
SNUSP é uma linguagem de programação esotérica bidimensional baseada em brainfuck. É mais próxima do brainfuck que sua semelhante, PATH.

## Forma da linguagem
A linguagem, tal qual brainfuck, usa o conceito de células de memória. Não há um padrão para o total de células de memória ou para o tamanho individual das células de memória. 

## Comandos
| Comando | Função |
| ------- | --- |
| $       | Inicia o código, andando para a direita. Se não houver, começa no canto superior esquerdo. |
| >       | Acessa a célula de memória seguinte. |
| <       | Acessa a célula de memória anterior. |
| +       | Incrementa o valor da célula de memória selecionada. |
| -       | Decrementa o valor da célula de memória selecionada. |
| .       | Imprime no dispositivo de saída o caractere relativo à célula de memória selecionada. |
| ,       | Obtém, na célula de memória selecionada, o valor enviado por um dispositivo de entrada. |
| /       | - Se estiver andando para Baixo, vira para a Esquerda. - Se estiver andando para a Esquerda, vira para Baixo. - Se estiver andando para a Direita, vira para Cima. - Se estiver andando para Cima, vira para a Direita. |
| \       | - Se estiver andando para Baixo, vira para a Direita. - Se estiver andando para a Direita, vira para Baixo. - Se estiver andando para a Esquerda, vira para Cima. - Se estiver andando para Cima, vira para a Esquerda. |
| !       | Pula o comando seguinte. |
| ?       | Pula o comando seguinte se a célula de memória selecionada conter 0. |
| @       | Indica uma subrotina, iniciada no comando seguinte. Quando finalizar a subrotina, retorna para esse ponto e pula o comando seguinte.                                                                                    |
| #       | Termina uma subrotina. Se não estiver em subrotina nenhuma, termina a execução do programa. |

## Compatibilidade com brainfuck
SNUSP não é diretamente compatível com brainfuck, nem brainfuck com SNUSP, pois os comandos de controle de fluxo [ e ], usados em brainfuck, não são válidos em SNUSP, cujos comandos de controle de fluxo são ?, !, \ e /.

## Compatibilidade com PATH
PATH e SNUSP não são intercambiáveis, apesar de serem muito semelhantes. Os comandos $, !, \, /, ., ,, + e - são válidos em ambas as linguagens. Os comandos @ e ? são específicos de SNUSP. Em cada uma das linguagens, >, < e # têm funções diferentes. Já os comandos {, ^, v e } são específicos de PATH.